# Abies fargesii
Abies fargesii là một loài thực vật hạt trần trong họ Thông. Loài này được Franch. miêu tả khoa học đầu tiên năm 1899.